# Аванесян, Иван Хоренович
Иван Хоренович Аванесян (арм. Իվան Խորենի Ավանեսյան, род. 12 мая 1968, Баназур (ныне Бинадараси), Гадрутский район, НКАО, Азербайджанская ССР) — политик бывшей непризнанной Нагорно-Карабахской Республики, мэр Гадрута.

## Биография
Родился 12 мая 1968 г. в селе Баназур (ныне Бинадараси) Гадрутского района Нагорно-Карабахской АО Азербайджанской ССР. В 1985 г. окончил среднюю школу села Баназур. В 1989 г. окончил заочное отделение ветеринарного факультета сельхозтехникума в городе Степанакерте (ныне Ханкенди). С 1986—1988 гг. служил в рядах Советской армии.
С 1988—1990 гг. работал в совхозе села Баназур начальником фермы, затем главным ветеринаром. С 1997—1998 гг. работал начальником центра пенсионного страхования района. В 1998—2005 гг. мэр Гадрута.
Занимался политической деятельностью в непризнанной Нагорно-Карабахской Республике (НКР): входил в Центральный совет партии «Свободная Родина», был Депутатом Национального собрания Нагорно-Карабахской Республики 4, 5 и 6 созывов, входил в состав постоянных комиссий Национального собрания Нагорно-Карабахской Республики по внешним сношениям, а также по вопросам производства и производственных инфраструктур.
Женат, имеет 2 детей.